# Shelley Glover
Shelley Glover (ur. 14 maja 1986, zm. 8 maja 2004 w Bend, Oregon) – amerykańska narciarka alpejska.
Specjalizowała się w alpejskich konkurencjach technicznych (slalomach); uchodziła za duży talent i występowała w szerokiej kadrze USA w zawodach różnej rangi. W sezonie 2003/2004 wygrała m.in. dwukrotnie zawody FIS. Zajęła również 23. miejsce w klasyfikacji generalnej Pucharu Ameryki Północnej oraz 6. miejsce w klasyfikacji generalnej slalomu Pucharu Ameryki Północnej. Reprezentowała barwy Burke Mountain Academy.
Jej karierę przerwał tragiczny wypadek podczas treningu w Mont Bachelor; zmarła trzy dni po ciężkim upadku.